# Pièze
Il pièze è l'unità della pressione del Sistema MTS, utilizzata in Unione Sovietica tra il 1933 e il 1955. È definito come uno sthène per metro quadro. Il simbolo è pz.
1 pz = t/(m·s2) = 1 000 kg/(m·s2) = 103 Pa = 1 kPa = 0,01 bar
L'ettopièze equivale a 1 bar.